# خلايا فقاعية

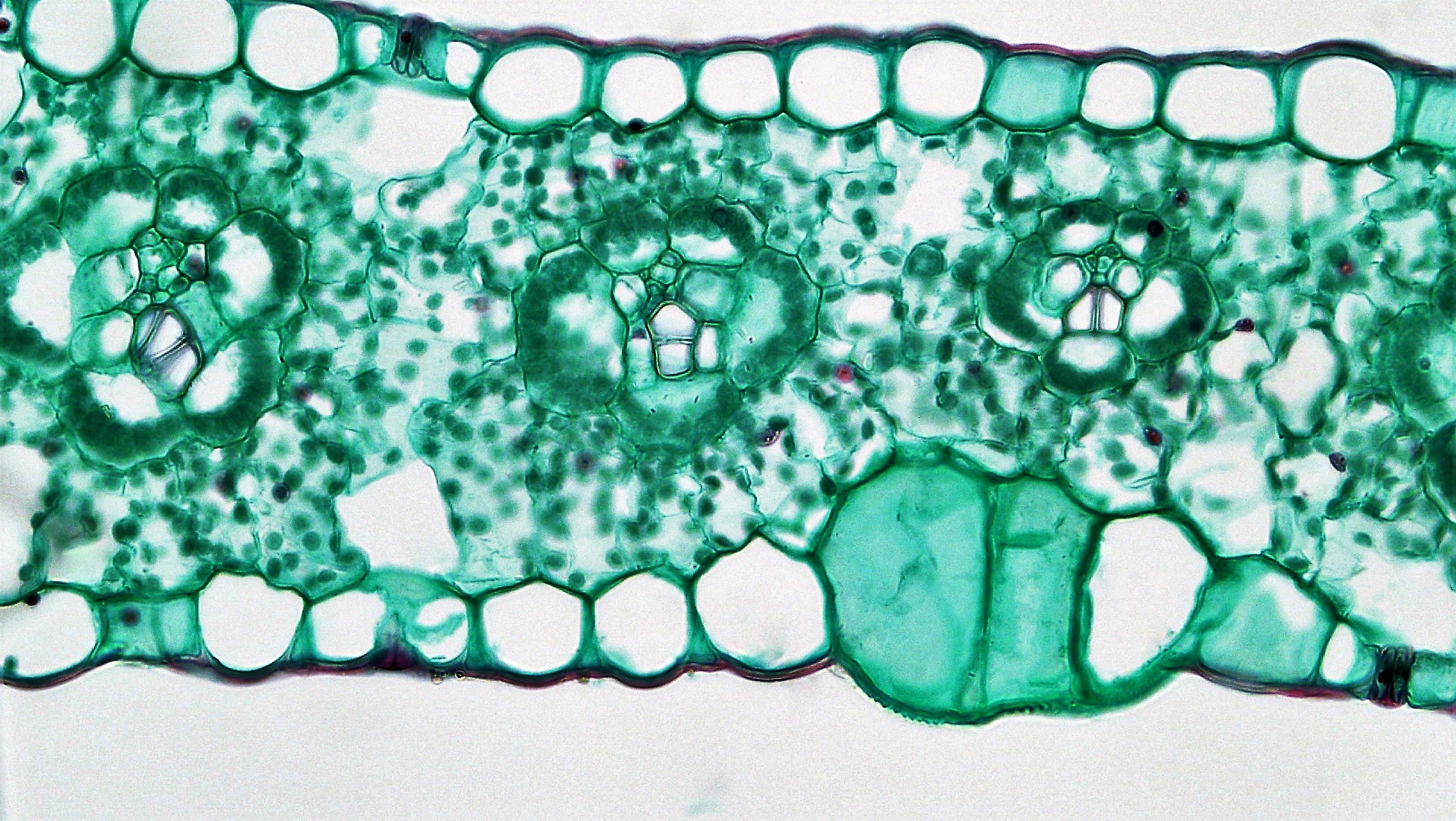

خلايا فقاعية أوخلايا حركية (بالإنجليزية: Bulliform cell)‏ هي خلايا بشرة كبيرة على شكل فقاعة تحدث في مجموعات على السطح العلوي لأوراق العديد من أحاديات الفلقة. توجد بشكل عام بالقرب في الجزء الأوسط من الورقة وتكون كبيرة وفارغة وعديمة اللون. يُقترح على الرغم من عدم تأكيدها، المشاركة في طي وفتح أنسجة الأوراق من أجل التحكم في شدة الضوء وتقليل فقد الماء بشكل عام.

## تاريخ
جرت أول مناقشة للخلايا الفقاعية في عام 1909 في النسخة المنقحة والموسعة من مجتمع النبات [الإنجليزية] (بيئة النباتات) التي كتبها عالم النبات يوجينيوس وارمينغ للجمهور الإنجليزي. كانت إحدى السمات التي حقق فيها هي ظاهرة دحرجة الأوراق في فصيلتي النجيلية والسعدية وكيف لاحظ أن الخلايا الفقاعية، التي أطلق عليها اسم «الخلايا المفصلية»، كانت موجودة على طبقة البشرة من نسج الورقة، ولكنها أعمق من البشرة. الخلايا نفسها وقادرة على طي التشويه جنبًا إلى جنب مع الورقة. في أوائل التسعينيات، اقترح فاهن وكوتلر أن الخلايا الفقاعية، على الأقل في الأعشاب، قد تطورت كشكل من أشكال التكيف مع الجفافكان هذا مدعومًا بأدلة من عقود سابقة والتي أظهرت أن الخلايا الفقاعية قد تطورت بشكل أكبر في الأنواع التي عاشت في نظام بيئي صحراوي مع الحاجة إلى التحكم في مستويات المياه والملح.

## آلية
يؤدي فقدان الماء أثناء الجفاف إلى تحفيز الخلايا الفقاعية المختزلة للسماح لأوراق العديد من أنواع الحشائش بالانغلاق وطي حافتي نصل العشب تجاه بعضهما البعض. بمجرد توفر كمية كافية من الماء، تتوسع هذه الخلايا وتفتح الأوراق مرة أخرى.
توفر الأوراق المطوية تعرضًا أقل لأشعة الشمس، لذلك يتم تسخينها بشكل أقل وبالتالي تقليل التبخر والحفاظ على الماء المتبقي في النبات. تظهر الخلايا الفقاعية على أوراق مجموعة متنوعة من عائلات أحادية الفلقة ولكن من المحتمل أن تكون أكثر شهرة في الأعشاب.
من غير الواضح ما إذا كانت هذه الآلية تنطبق في جميع المونوتات، أم لا، أو ما إذا كانت المكونات الأخرى مثل الألياف هي القطع التي تتحكم في طي الورقة وفتحها. ما لوحظ هو أن تصلب الخلايا الفقاعية غالبًا ما يتزامن مع نشاط مائي، على الرغم من وجود حالات يحدث فيها النشاط المائي بعد فترة طويلة من انتفاخ الخلايا.